# Eleni Peta
Eleni Peta (griechisch Ελένη Πέτα; * 26. Januar 1970 in Thessaloniki) ist eine national erfolgreiche griechische Sängerin und Cellospielerin. Sie singt hauptsächlich in griechischer Sprache, ihre Musik ist der griechischen Popmusik zuzurechnen. Sie ist ausgebildete Cellistin und startete ihre Gesangskarriere 1996 nach dem Abschluss ihrer Musikausbildung. Sie lebt und arbeitet heute in Athen.

## Alben (mit englischer Übersetzung)
- 1996: Μπλε Ταξίδια (Blue Travelling) EMI
- 1999: Ίδια μάτια άλλο βλέμμα (Same Eyes Different Sight) Polydor - Universal Music
- 2001: Όλα αρχίζουν εδώ (Everything Starts Here) Nitro Music
- 2002: Η καλύτερη μέρα είναι αυτή ...που στα όνειρα αντέχει (The Best Day Is The One That Holds On To Dreams) Mercury - Universal Music
- 2004: Δυνατά (Loud) Mercury - Universal Music
- 2006: Παιδί ακόμα (Still A Child) Virus Music
- 2008: Στείλε σήμα (Send a signal) Backstage Productions
- 2009: Άρωμα παράξενο (Ein seltsames Parfum) Diatono
- 2011: Duente Lyra